# 32Eins!

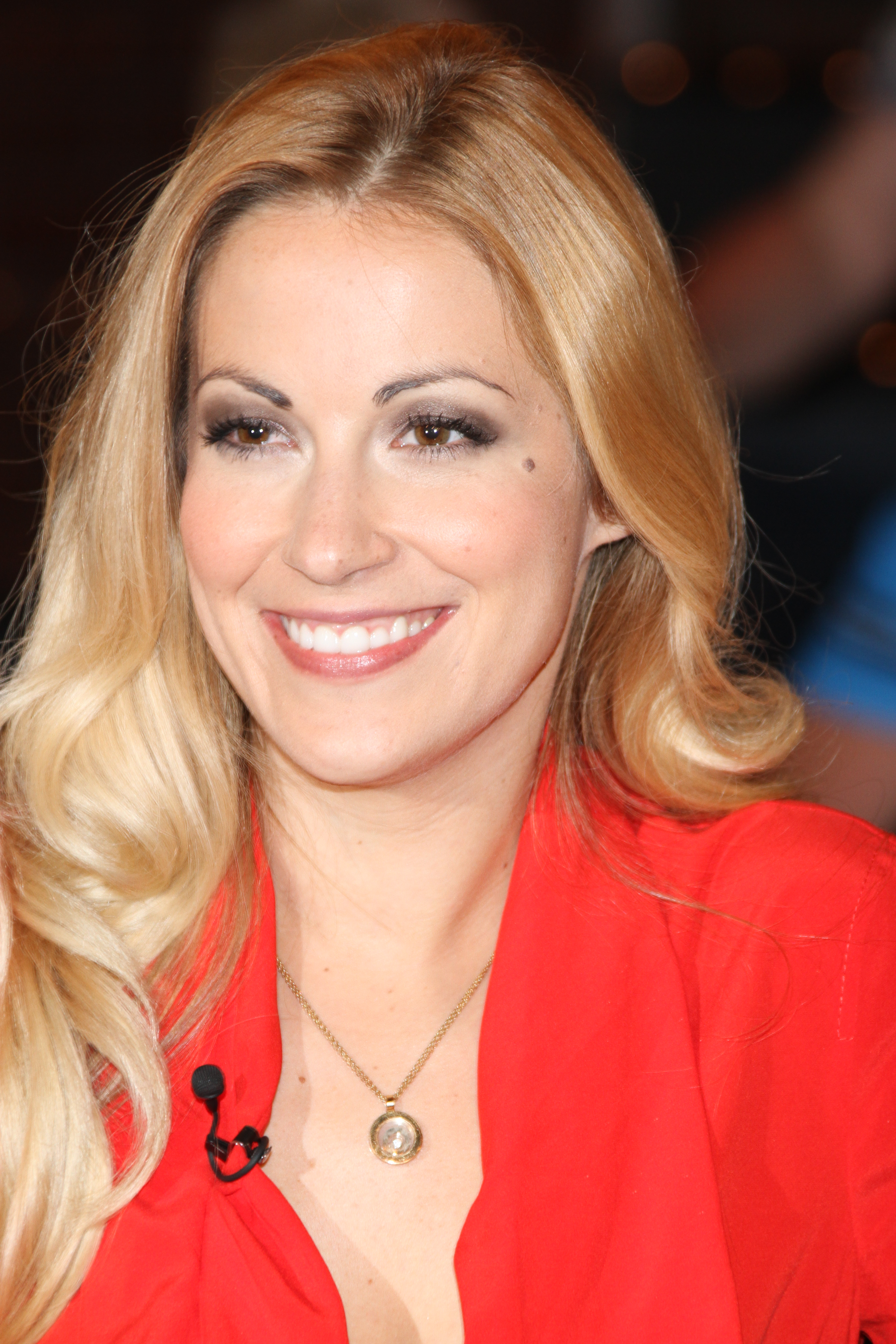
Moderatorin Andrea Kaiser

32Eins! war eine Rankingshow des deutschen Privatsenders Sat.1. Die Sendung war eine konzeptgleiche Rankingshow wie die Sendungen Die 10 … bzw. Die 25 …, die beim Privatsender RTL ausgestrahlt wurden.

## Inhalt
In jeder Sendung ging es um ein Thema, beispielsweise Die peinlichsten Promi-Momente Deutschlands, die in der Sendung nach und nach präsentiert wurden. In einem Countdown wurden diese den Fernsehzuschauern präsentiert.

## Moderation
Die Rankingshow wurde von Andrea Kaiser moderiert.

## Produktion, Ausstrahlung und Einschaltquoten
Am 1. August 2011 wurde bekannt, dass Sat.1 die neue Rankingshow 32Eins! produzieren lässt, deren Erstausstrahlung am 21. September 2011 war.
Am 11. Mai 2012 verlängerte Sat.1 die Show um zwei weitere Folgen, deren Ausstrahlungen am 1. Juni 2012 war
| Folge | Sendeplatz        | Erstausstrahlung | Zuschauer | Zuschauer       | Marktanteil | Marktanteil     |
| Folge | Sendeplatz        | Erstausstrahlung | Gesamt    | 14 bis 49 Jahre | Gesamt      | 14 bis 49 Jahre |
| ----- | ----------------- | ---------------- | --------- | --------------- | ----------- | --------------- |
| 1     | Freitag 20:15 Uhr | 21. Sep. 2011    | 2,21 Mio. | 1,30 Mio.       | 8,4 %       | 12,0 %          |
| 2     | Freitag 20:15 Uhr | 1. Juni 2012     | 1,76 Mio. | 0,97 Mio.       | 6,3 %       | 10,2 %          |
| 3     | Freitag 21:15 Uhr | 1. Juni 2012     | 1,91 Mio. | TBA             | TBA         | 10,6 %          |
| 4     | Freitag 20:15 Uhr | 5. Okt. 2012     | 1,33 Mio. | 0,78 Mio.       | 4,5 %       | 7,0 %           |

## Episodenliste
Die erste Folge hatte eine Länge von 180 Minuten (brutto), Folge vier hatte eine Länge von 120 Minuten (brutto) und Folge zwei u. drei hatten je eine Länge von 60 Minuten (brutto).
| Nr. (ges.) | Nr. (St.) | Originaltitel                               | Erstausstrahlung D |
| ---------- | --------- | ------------------------------------------- | ------------------ |
| 1          | 1         | Die peinlichsten Promi-Momente Deutschlands | 21. Sep. 2011      |
| 2          | 2         | Die größten Beauty-Schocker                 | 1. Juni 2012       |
| 3          | 3         | Die größten Pleiten                         | 1. Juni 2012       |
| 4          | 4         | Deutschlands emotionalste Momente           | 5. Okt. 2012       |